# ستيفن إل. نيلسون
ستيفن إل. نيلسون (بالإنجليزية: Stephen L. Nelson)‏ هو كاتب أمريكي، ولد في 1959.